# Championnat américain de course automobile 1937
Navigation
1936 1938
Le Championnat américain de course automobile 1937 est la 20e édition du championnat de monoplace nord-américain et s'est déroulé du 30 mai au 1er septembre sur 3 épreuves. Ce championnat est organisé par l'Association américaine des automobilistes (AAA).

## Calendrier
| no | Date         | Course                   | Circuit                     | Lieu               | Type  | Pole Position     | Vainqueur       |
| -- | ------------ | ------------------------ | --------------------------- | ------------------ | ----- | ----------------- | --------------- |
| 1  | 31 mai       | 500 miles d'Indianapolis | Indianapolis Motor Speedway | Speedway, Indiana  | Paved | Bill Cummings     | Wilbur Shaw     |
| 2  | 5 juillet    | Coupe Vanderbilt         | Roosevelt Raceway           | Westbury, New York | Road  | Rudolf Caracciola | Bernd Rosemeyer |
| 3  | 12 septembre | Syracuse 100             | New York State Fairgrounds  | Syracuse, New York | Dirt  | Rex Mays          | Billy Winn      |

## Classement
| Pos.     | Pilote          | Voiture             | Points |
| -------- | --------------- | ------------------- | ------ |
| Champion | Wilbur Shaw     | Maserati            | 1 135  |
| 2e       | Ted Horn        | Miller              | 750    |
| 3e       | Bernd Rosemeyer | Auto Union          | 600    |
| 4e       | Ralph Hepburn   | Stevens-Offenhauser | 598    |
| 5e       | Louis Meyer     | Miller              | 550    |

## Courses organisées par l'AAA ne comptant pas pour le championnat
| Date    | Course          | Circuit                            | Lieu                  | Type | Pole Position | Vainqueur  |
| ------- | --------------- | ---------------------------------- | --------------------- | ---- | ------------- | ---------- |
| 13 juin | Cleveland 50    | Randall Park Raceway               | North Randall, Ohio   | Dirt | -             | Rex Mays   |
| 21 août | Springfield 100 | Illinois State Fairgrounds         | Springfield, Illinois | Dirt | -             | Mauri Rose |
| 29 août | Milwaukee 100   | Wisconsin State Fair Park Speedway | West Allis, Wisconsin | Dirt | Billy Winn    | Rex Mays   |